# Oskar Moll

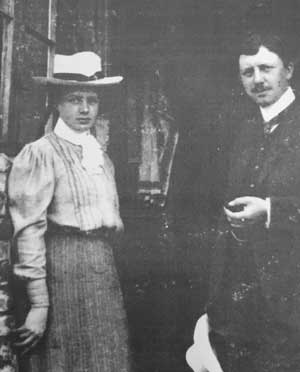
Oskar und Marg Moll (um 1906)

Oskar Moll (* 21. Juli 1875 in Brieg, Provinz Schlesien; † 19. August 1947 in Berlin) war ein deutscher Maler und Grafiker.

## Leben und Werk
Oskar Moll studierte in München und Berlin, unter anderem bei Lovis Corinth und ging 1907 nach Paris, wo er den Maler Henri Matisse kennenlernte. Verheiratet war Oskar Moll seit 1906 mit der Bildhauerin und Malerin Marg Moll. Gemeinsam mit Hans Purrmann, seiner Frau Marg und anderen gründete er 1908 die Académie Matisse, die bis 1911 Bestand hatte.

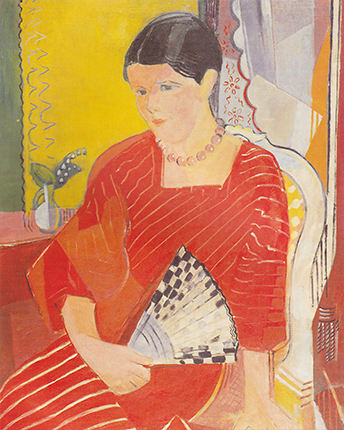
Brigitte mit rotem Kleid (1934)

1918 wurde er zuerst Professor an der Staatlichen Akademie für Kunst und Kunstgewerbe Breslau, ab 1925 bis zur Schließung 1932 war er deren Direktor. Anschließend ging er an die Kunstakademie Düsseldorf, wurde aber nach der Machtergreifung der Nationalsozialisten 1933 als „entarteter Künstler“ diffamiert und entlassen. 1937 wurden im Rahmen der Aktion „Entartete Kunst“ aus zwölf Museen 33 seiner Werke konfisziert; im selben Jahr wurde er in der NS-Ausstellung Entartete Kunst erneut diffamiert. Oskar Moll war Mitglied im Deutschen Künstlerbund.
In seinen Bildern kombinierte Moll lineare Strukturen mit Farbflächen und schaffte so abstrahierte und lyrische Darstellungen von Landschaften, Stillleben und Porträts. Belebt werden die Bilder durch kontrastreiche Farbakzente und ornamentale Motivdarstellungen.

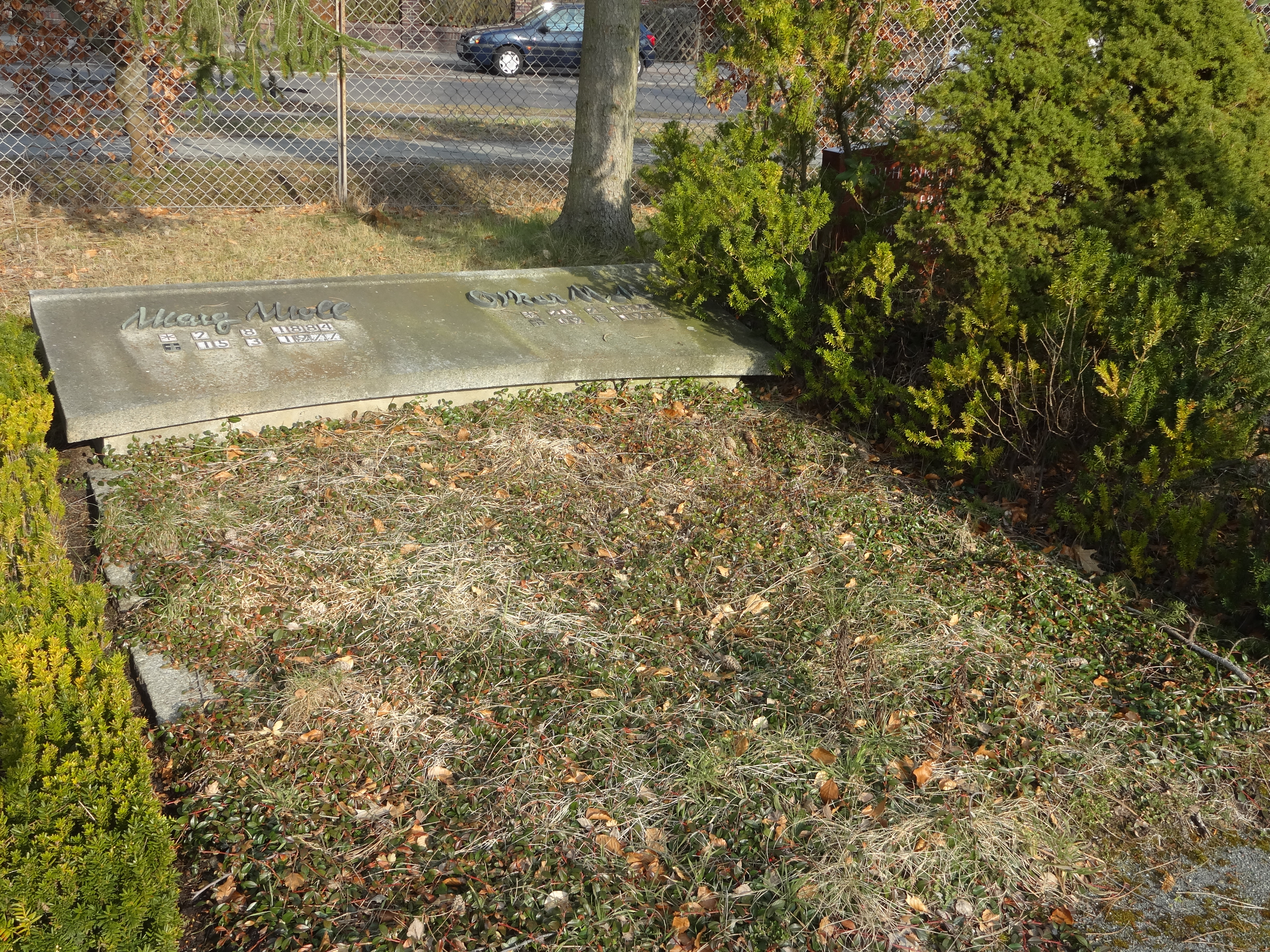
Grabstätte

Moll ist auf dem Friedhof Zehlendorf mit seiner Ehefrau bestattet. Das Grab war von 1987 bis 2011 als Ehrengrab der Stadt Berlin ausgewiesen.

## Ausstellungen (Auswahl)
- 1920: Dresden, Galerie Ernst Arnold (Katalog)
- 1925: Breslau, Gesellschaft der Kunstfreunde – Jubiläumsausstellung (Katalog)
- 1946: Berlin, Haus am Waldsee – mit Willy Jaeckel (Katalog)
- 1946/1947 Leipzig, Museum der bildenden Künste („Mitteldeutsche Kunst“)[4]
- 1948: Duisburg, Städtisches Kunstmuseum – Gedächtnisausstellung (Katalog)
- 1950: Dortmund, Museum am Ostwall – mit weiteren Stationen (Katalog)
- 1960: New York, Leonard Hutton Galleries (Katalog)
- 1966: Bad Godesberg / Bonn, Galerie Pro / Bahnhof Rolandseck (Ausstellung des Nachlasses ohne Katalog)
- 1967: Duisburg, Wilhelm Lehmbruck Museum – Gedächtnisausstellung (Katalog)
- 1975: Trier, Städtisches Museum, Simeonstift – Gedächtnisausstellung (Katalog)
- 1982: Berlin, Haus am Lützowplatz (Katalog)
- 1997: Mainz, Landesmuseum u. a. – letzte große Retrospektive (Katalog)